# Ennominae
Az Ennominae  a rovarok (Insecta) osztályának lepkék (Lepidoptera) rendjébe és az araszolók (Geometridae) családjába tartozó alcsalád.

## Rendszerezés
Az alcsaládba az alábbi nemzetségek tartoznak:
- Abraxini
- Angeronini
- Apeirini
- Apochimini
- Aspitatini
- Azelinini
- Baptini
- Bistonini
- Boarmiini
- Bupalini
- Caberini
- Campaeini
- Cassymini
- Cheimopteni
- Colotoini
- Cystidiini
- Desertobiini
- Ennomini
- Epionini
- Erannini
- Gnophini
- Gonodontini
- Hypochrosini
- Lithinini
- Macariini
- Melanolophiini
- Nacophorini
- Odontoperini
- Onychorini
- Ourapterygini
- Phaselini
- Plutodini
- Prosopolophini
- Sphacelodini
- Theriini
- Wilemanini

### Besorolatlan nemek
- Achrosis
- Aphilopota
- Azyx
- Begumia
- Blaboplutodes
- Cosmophyga
- Eliphia
- Geodena
- Iridopsis
- Kunanyia
- Lobus
- Moneta
- Ochroplutodes
- Shangrilana
- Xanthisthisa
- Xenostega